# Live at Leeds

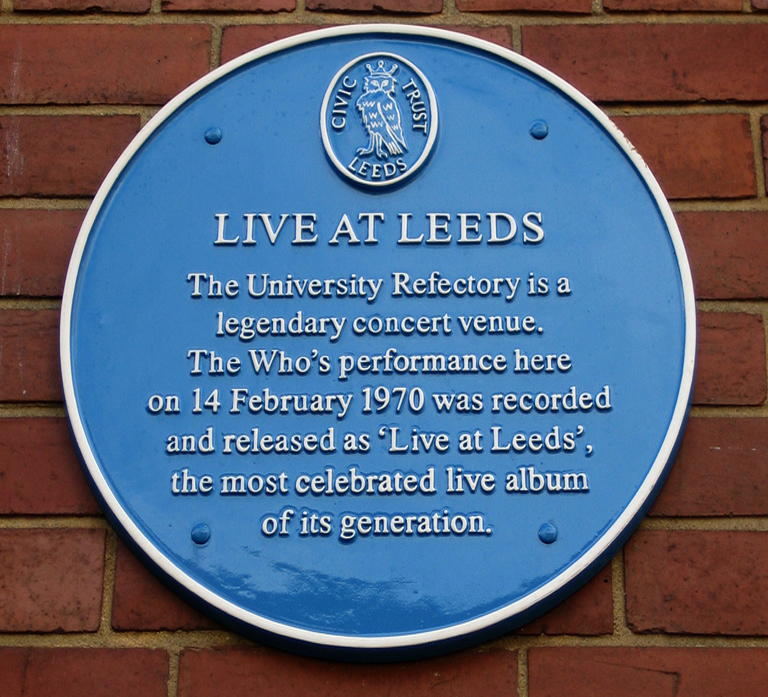
Мемориальная табличка в столовой Лидского университета

Live at Leeds — первый концертный альбом британской рок-группы The Who, записанный 14 февраля 1970 года в Лидском университете. Это единственный концертный альбом The Who, выпущенный в то время, когда группа записывала альбомы и выступала на регулярной основе. Live at Leeds находится на 170-м месте в списке 500 лучших альбомов всех времён по версии журнала Rolling Stone и включён в список «Тысяча и один музыкальный альбом, который стоит прослушать, прежде чем вы умрёте». Журнал Q включил Live at Leeds в список «Самых громких альбомов всех времён» («Loudest Albums of All Time»), а журнал Classic Rock — в список «Концертных альбомов, которые изменили мир». Live at Leeds часто называют лучшим концертным альбомом всех времён.
Первоначально выпущенный в США 16 мая 1970 года и в Великобритании 23 мая 1970 года, альбом был многократно переиздан в различных форматах.

## История создания
После выпуска рок-оперы Tommy в середине 1969 года The Who отправились в кругосветный тур с намерением издать концертный альбом по его окончании. Однако группа отказалась от перспективы прослушивания 80 часов записанного материала, и, по слухам, записи были сожжены с целью предотвращения бутлегерства. Роджер Долтри опроверг эти слухи в интервью BBC в 2006 году, однако Пит Таунсенд подкрепил их в интервью радиостанции Planet Rock в честь 40-летней годовщины записи альбома.
Для записи концертного альбома были намечены два выступления: в Лидском университете и в Кингстон-апон-Халл, 14 и 15 февраля 1970 года соответственно. В связи с техническими проблемами во время выступления в Халле (на некоторых песнях не записалась бас-гитара) был выпущен концерт в Лидсе. Несмотря на восторг и критиков, и фанатов, участники группы считают, что концерт в Халле вышел более удачным, так как звук был лучше в более просторном помещении. Этот концерт вошёл в юбилейное 4-дисковое переиздание Live at Leeds 2010 года.

## Отзывы критиков
Live at Leeds был встречен с восторгом. The New York Times назвала его лучшим концертным альбомом из всех (the best live rock album ever made). Десятилетия спустя журнал Q поместил Live at Leeds на вершину списка лучших альбомов всех времён. Статус альбома настолько высок, что место его записи — столовая Лидского университета — стала объектом национального масштаба и удостоилась специальной таблички.

## Обложка
Дизайн обложки был взят с Live’r Than You’ll Ever Be группы The Rolling Stones, одного из первых бутлегов в истории: простой коричневый картон с синей либо красной надписью «The Who — Live at Leeds», стилизованной под обычные чернила (на первых 300 копиях альбома надпись выполнена чёрным цветом). Обложка открывалась как конверт, внутри было 2 кармана; в одном из них была пластинка в бумажном пакете, а в другом — фотография с фотосессии к синглу «My Generation», рукописный текст «Listening to You», напечатанный текст «My Generation» с примечаниями от руки, инструкция по изготовлению дымовой шашки, письмо-отказ EMI и постер «Maximum R&B» с Питом Таунсендом, сжимающим Rickenbacker. Первые 500 копий включали также копию контракта The Who на участие на фестивале в Вудстоке.

## Список композиций

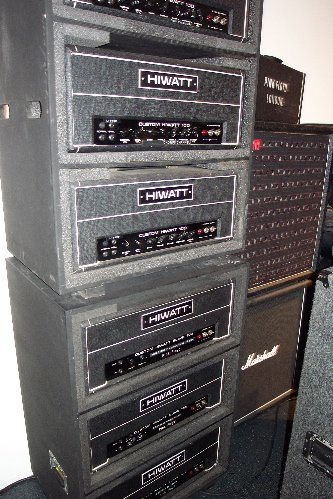
Усилители Таунсенда Hiwatt CP-103 «Super Who»

### Оригинальное издание

#### Сторона «А»
| №  | Название           | Автор(ы)                     | Длительность |
| -- | ------------------ | ---------------------------- | ------------ |
| 1. | «Young Man Blues»  | Моуз Эллисон                 | 4:45         |
| 2. | «Substitute»       | Пит Таунсенд                 | 2:05         |
| 3. | «Summertime Blues» | Джерри Кэйпхарт, Эдди Кокран | 3:22         |
| 4. | «Shakin’ All Over» | Джонни Кидд                  | 4:51         |

#### Сторона «Б»
| №  | Название        | Автор(ы) | Длительность |
| -- | --------------- | -------- | ------------ |
| 1. | «My Generation» | Таунсенд | 14:27        |
| 2. | «Magic Bus»     | Таунсенд | 7:30         |

### Переиздание на CD 1995 года
| №   | Название                       | Автор(ы)                     | Длительность |
| --- | ------------------------------ | ---------------------------- | ------------ |
| 1.  | «Heaven and Hell»              | Джон Энтвисл                 | 4:50         |
| 2.  | «I Can’t Explain»              | Таунсенд                     | 2:59         |
| 3.  | «Fortune Teller»               | Алан Туссен                  | 2:35         |
| 4.  | «Tattoo»                       | Таунсенд                     | 3:42         |
| 5.  | «Young Man Blues»              | Моуз Эллисон                 | 5:52         |
| 6.  | «Substitute»                   | Таунсенд                     | 2:07         |
| 7.  | «Happy Jack»                   | Таунсенд                     | 2:14         |
| 8.  | «I’m a Boy»                    | Таунсенд                     | 4:42         |
| 9.  | «A Quick One, While He’s Away» | Таунсенд                     | 8:41         |
| 10. | «Amazing Journey / Sparks»     | Таунсенд                     | 7:55         |
| 11. | «Summertime Blues»             | Джерри Кэйпхарт, Эдди Кокран | 3:22         |
| 12. | «Shakin’ All Over»             | Джонни Кидд                  | 4:51         |
| 13. | «My Generation»                | Таунсенд                     | 15:47        |
| 14. | «Magic Bus»                    | Таунсенд                     | 7:48         |

### Коллекционное издание 2001 года
Коллекционное издание 2001 года включает полное выступление в Лидсе, включая целиком исполненную рок-оперу Tommy.
| №   | Название                       | Автор(ы)                     | Длительность |
| --- | ------------------------------ | ---------------------------- | ------------ |
| 1.  | «Heaven and Hell»              | Джон Энтвисл                 | 5:07         |
| 2.  | «I Can’t Explain»              | Таунсенд                     | 3:13         |
| 3.  | «Fortune Teller»               | Алан Туссен                  | 2:35         |
| 4.  | «Tattoo»                       | Таунсенд                     | 3:42         |
| 5.  | «Young Man Blues»              | Моуз Эллисон                 | 6:12         |
| 6.  | «Substitute»                   | Таунсенд                     | 2:07         |
| 7.  | «Happy Jack»                   | Таунсенд                     | 2:14         |
| 8.  | «I’m a Boy»                    | Таунсенд                     | 4:42         |
| 9.  | «A Quick One, While He’s Away» | Таунсенд                     | 7:47         |
| 10. | «Summertime Blues»             | Джерри Кэйпхарт, Эдди Кокран | 3:22         |
| 11. | «Shakin’ All Over»             | Джонни Кидд                  | 4:35         |
| 12. | «My Generation»                | Таунсенд                     | 15:49        |
| 13. | «Magic Bus»                    | Таунсенд                     | 7:56         |

| №   | Название                                    | Автор(ы)               | Длительность |
| --- | ------------------------------------------- | ---------------------- | ------------ |
| 1.  | «Overture»                                  | Таунсенд               | 6:53         |
| 2.  | «It’s a Boy»                                | Таунсенд               | 0:31         |
| 3.  | «1921»                                      | Таунсенд               | 2:26         |
| 4.  | «Amazing Journey»                           | Таунсенд               | 3:18         |
| 5.  | «Sparks»                                    | Таунсенд               | 4:23         |
| 6.  | «Eyesight to the Blind a.k.a. "Born Blind"» | Санни Бой Уильямсон II | 2:07         |
| 7.  | «Christmas»                                 | Таунсенд               | 3:19         |
| 8.  | «The Acid Queen»                            | Таунсенд               | 3:35         |
| 9.  | «Pinball Wizard»                            | Таунсенд               | 2:52         |
| 10. | «Do You Think It’s Alright?»                | Таунсенд               | 0:22         |
| 11. | «Fiddle About»                              | Энтвисл                | 1:13         |
| 12. | «Tommy, Can You Hear Me?»                   | Таунсенд               | 0:55         |
| 13. | «There’s a Doctor»                          | Таунсенд               | 0:23         |
| 14. | «Go to the Mirror!»                         | Таунсенд               | 3:24         |
| 15. | «Smash The Mirror»                          | Таунсенд               | 1:19         |
| 16. | «Miracle Cure»                              | Таунсенд               | 0:13         |
| 17. | «Sally Simpson»                             | Таунсенд               | 4:01         |
| 18. | «I’m Free»                                  | Таунсенд               | 2:39         |
| 19. | «Tommy’s Holiday Camp»                      | Мун                    | 1:00         |
| 20. | «We’re Not Gonna Take It»                   | Таунсенд               | 8:48         |

## Участники записи
- Роджер Долтри — вокал, губная гармоника, бубен
- Пит Таунсенд — соло-гитара, бэк-вокал
- Джон Энтвисл — бас-гитара, бэк-вокал
- Кит Мун — ударные, бэк-вокал

## Чарты
| Год  | Чарт              | Позиция |
| ---- | ----------------- | ------- |
| 1970 | Billboard Top LPs | 4       |

| Год  | Сингл              | Чарт              | Позиция |
| ---- | ------------------ | ----------------- | ------- |
| 1970 | «Summertime Blues» | Billboard Hot 100 | 27      |

## Сертификации
| Страна | Значение     | Дата           |
| ------ | ------------ | -------------- |
| (RIAA) | золотой диск | 6 августа 1970 |
| (RIAA) | платиновый   | 8 февраля 1993 |
| (RIAA) | 2хплатиновый | 8 февраля 1993 |